# Jonas Eriksson (politiker född 1967)
Mats Jonas Eriksson, född 12 augusti 1967 i Lindesberg, Örebro län, är en svensk politiker (miljöpartist). Han var ordinarie riksdagsledamot 2010–2019, invald för Örebro läns valkrets.

## Biografi
Eriksson har tidigare arbetat som matematiklärare och varit oppositionsråd för Miljöpartiet i Örebro läns landsting. Eriksson har även varit ordförande i Örebro kommuns byggnadsnämnd och kommunala handikappråd 2006–2010.
Under perioden 2006–2010 var Eriksson även ordförande i Miljöpartiets nätverk för landstings- och regionpolitiker. På Miljöpartiets kongress 2011 invaldes han i Miljöpartiets partistyrelse. 2014 utsågs Eriksson till partiets gruppledare tillsammans med Maria Ferm, vilket han var till den 31 december 2015.

### Riksdagsledamot
Eriksson var riksdagsledamot 2010–2019. I riksdagen var han en av Miljöpartiets två gruppledare 2015–2019. Han var ordförande i EU-nämnden 2017–2018 samt vice ordförande i näringsutskottet 2011–2012 och 2012–2014. Eriksson var ledamot i näringsutskottet 2011 och 2012, EU-nämnden 2017 och konstitutionsutskottet 2018–2019. Han var omväxlande ledamot respektive ersättare i riksdagsstyrelsen 2014–2019, ledamot i krigsdelegationen 2014–2019, riksdagens valberedning 2014–2018 samt ledamot i ledamotsrådet 2014–2015 och 2015–2016. Eriksson var även suppleant i EU-nämnden, finansutskottet, konstitutionsutskottet, näringsutskottet, skatteutskottet, socialutskottet och ledamotsrådet.
Eriksson avsade sig uppdraget som riksdagsledamot i oktober 2019 och till ny ordinarie riksdagsledamot från och med 4 november 2019 utsågs Camilla Hansén.